# Grand Prix d'été de combiné nordique 2016
Vous lisez un « bon article » labellisé en 2017.
Navigation
2015 2017
Le Grand Prix d'été de combiné nordique 2016 est la dix-neuvième édition de la compétition estivale de combiné nordique. Elle se déroule du 27 août au 3 septembre, en cinq épreuves disputées sur trois sites différents.
Les épreuves ont commencé en Allemagne, à Oberwiesenthal, près de la frontière tchèque, se sont poursuivies en Autriche, à Villach, avant de s'achever en Allemagne, en Bavière cette fois, à Oberstdorf.
À Oberwiesenthal, les Allemands Björn Kircheisen et Eric Frenzel remportent le sprint par équipes et le Norvégien Jarl Magnus Riiber l'épreuve individuelle. L'Autrichien Mario Seidl s'impose pour sa part à Villach. Le Norvégien Jarl Magnus Riiber remporte les deux courses d'Oberstdorf, ce qui lui permet de remporter le classement général de la compétition.

## Organisation de la compétition

### Programme et sites de compétition
Le calendrier de la saison prévoit cinq épreuves sur trois sites. Lors de cette édition, il n'y a que des étapes « traditionnelles »,. La compétition débute une nouvelle fois à Oberwiesenthal. Les deux courses suivront des étapes de la Coupe continentale féminine de saut à ski 2016-2017 (en). Une course a lieu à Villach en Autriche et deux courses à Oberstdorf. En marge des courses d'Oberstdorf, des courses de garçons et filles nés entre 1999 et 2001 sont organisées.
Des courses étaient envisagées à Sotchi sur les installations des jeux olympiques mais ces courses n'ont pas été intégrées au calendrier,.
| Ville    | Oberwiesenthal                    | Villach                                                              | Oberstdorf                   |
| -------- | --------------------------------- | -------------------------------------------------------------------- | ---------------------------- |
| Tremplin | Fichtelbergschanzen (de)          | Villacher Alpenarena (en)                                            | Tremplins de Schattenberg    |
| Image    | Plusieurs tremplins de saut à ski | Les aires de réceptions de trois tremplins de saut à ski vue de côté | Deux tremplins de saut à ski |

### Format des épreuves
Sur les cinq épreuves prévues, le calendrier compte quatre épreuves individuelles et un sprint par équipes,.

#### Individuel
Les athlètes exécutent premièrement un saut sur un tremplin suivi d’une course de rollerski de 10 km. À la suite du saut, des points sont attribués pour la longueur et le style. Le départ de la course de rollerski s'effectue selon la méthode Gundersen (1 point = 4 secondes), le coureur occupant la première place du classement de saut s’élance en premier, et les autres s’élancent ensuite dans l’ordre fixé. Le premier skieur à franchir la ligne d’arrivée remporte l’épreuve,,,.
Les trente premiers athlètes à l'arrivée marquent des points suivant la répartition suivante :
| Place  | 1er | 2e | 3e | 4e | 5e | 6e | 7e | 8e | 9e | 10e | 11e | 12e | 13e | 14e | 15e | 16e | 17e | 18e | 19e | 20e | 21e | 22e | 23e | 24e | 25e | 26e | 27e | 28e | 29e | 30e |
| ------ | --- | -- | -- | -- | -- | -- | -- | -- | -- | --- | --- | --- | --- | --- | --- | --- | --- | --- | --- | --- | --- | --- | --- | --- | --- | --- | --- | --- | --- | --- |
| Points | 100 | 80 | 60 | 50 | 45 | 40 | 36 | 32 | 29 | 26  | 24  | 22  | 20  | 18  | 16  | 15  | 14  | 13  | 12  | 11  | 10  | 9   | 8   | 7   | 6   | 5   | 4   | 3   | 2   | 1   |

Contrairement aux années passées, il n'y aura pas de qualifications d'organisées si le nombre d'athlètes engagés excède 50 afin de permettre aux « petites » nations de participer aux épreuves de la compétition. Les autres changements de règlement concernent les tenues des athlètes lors des concours de saut à skis.

#### Sprint par équipes
Cette épreuve est composée par équipe de deux. Les deux athlètes effectuent un saut chacun et des points sont attribués pour la longueur et le style. Le départ de la course de rollerski s'effectue selon la cotation suivante (1 point = 2 secondes). Un des athlètes occupant la première place du classement de saut s’élance en premier, et les autres s’élancent ensuite dans l’ordre fixé. La course de rollerski de 2 × 7,5 km avec changement d’athlète tous les 1,5 km. Le premier athlète à franchir la ligne d’arrivée remporte l’épreuve.
Les nations ne peuvent engager plus de trois équipes pour cette épreuve. Les huit premières équipes à l'arrivée marquent des points suivant la répartition suivante:
| Place  | 1er | 2e  | 3e  | 4e  | 5e  | 6e | 7e | 8e |
| ------ | --- | --- | --- | --- | --- | -- | -- | -- |
| Points | 200 | 175 | 150 | 125 | 100 | 75 | 50 | 25 |

### Dotation financière
Les organisateurs de chaque course doivent consacrer 10 000€ aux prix en argent (prize money). La répartition est la suivante : 8 000€ pour le classement de la course (les six premiers de l'individuel et les six premières équipes du Team Sprint),.
| Place      | 1er     | 2e      | 3e      | 4e      | 5e    | 6e    |
| ---------- | ------- | ------- | ------- | ------- | ----- | ----- |
| Récompense | 2 600 € | 2 000 € | 1 400 € | 1 000 € | 600 € | 400 € |

Les 2 000€ restants sont consacrés à la dotation du classement général, laquelle est répartie entre les trois premiers de ce classement. Le vainqueur touche 5 000€, le deuxième 3 000€ et le troisième 2 000€.

## Compétition

### Avant la compétition

#### Athlètes pouvant participer
Les nations qui le souhaitent peuvent engager un nombre limité d'athlètes par compétition,:
| Nations                                                          | Quotas | Motifs |
| ---------------------------------------------------------------- | ------ | --- |
| Autriche, Allemagne, Norvège                                     | 8      | Nations classées aux trois premières places du classement des nations de la Coupe du monde de combiné nordique 2015-2016             |
| France, Japon, Finlande                                          | 6      | Nations classées entre la quatrième et la sixième place du classement des nations de la Coupe du monde de combiné nordique 2015-2016 |
| Tchéquie, Estonie, Italie, États-Unis, Slovénie, Pologne, Suisse | 4      | Autres nations classées dans le classement des nations de la Coupe du monde de combiné nordique 2015-2016                            |
| Autres nations                                                   | 2      | Nations n'ayant marqué aucun point en coupe du monde                                                                                 |

La nation « à domicile » peut engager quatre athlètes supplémentaires.
Sont sélectionnables, les athlètes ayant :
- marqué des points en coupe du monde,
- marqué des points en coupe continentale,
- participé à la coupe du monde, à la coupe continentale ou aux championnats du monde junior.

#### Participants

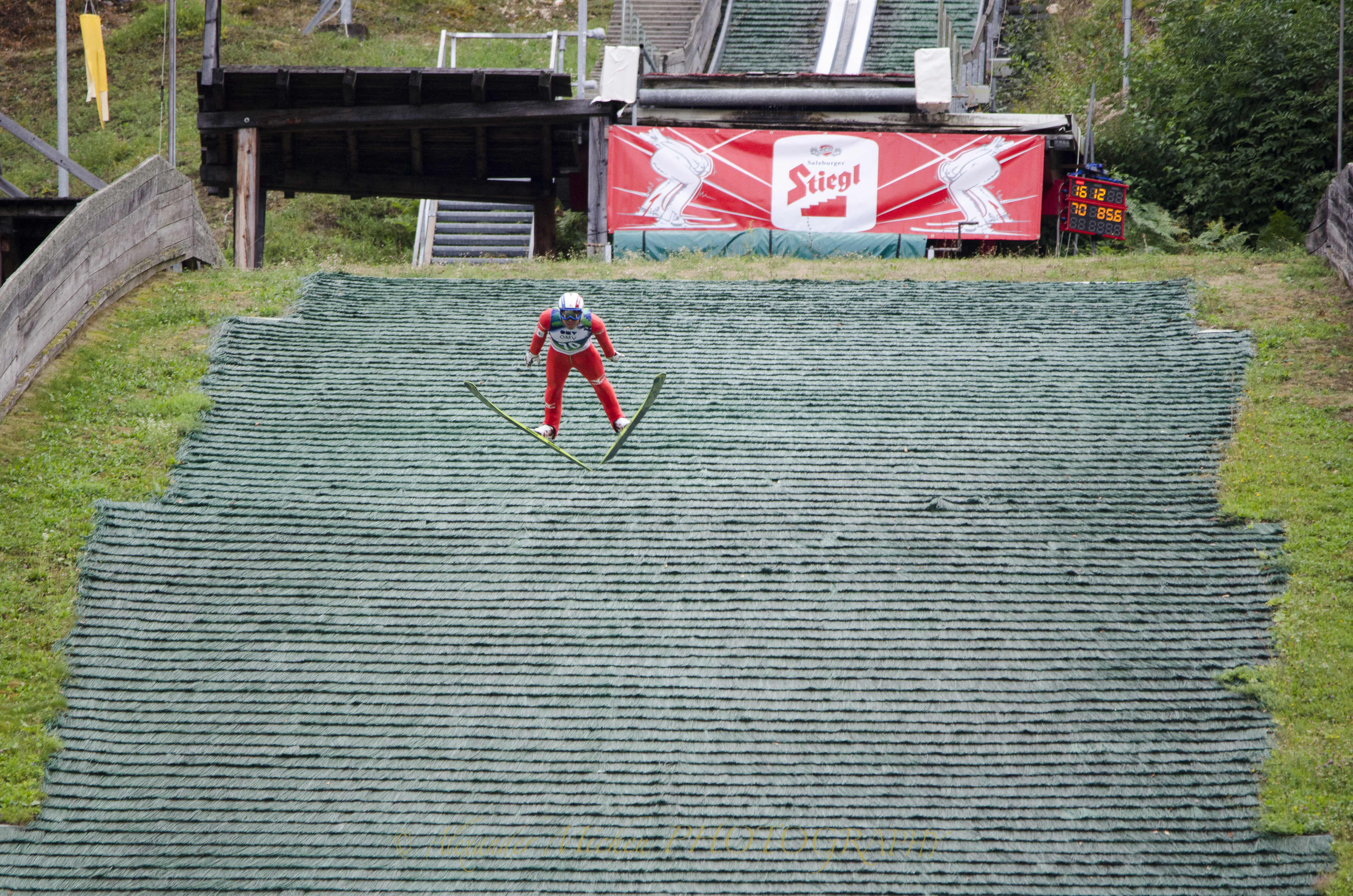
Akito Watabe (ici en 2013) est le principal absent de la compétition

Lors de leurs préparations estivales, de nombreux pays organisent des courses de rollerski. Jarl Magnus Riiber a dominé les courses de la coupe de Norvège ainsi qu'une épreuve de la coupe continentale de saut à ski. En Finlande, c'est Ilkka Herola qui a dominé les courses estivales,. En Slovénie, Marjan Jelenko domine la première course des Pokal Cockta. Taylor Fletcher a remporté pour la première fois le championnat des États-Unis devant son frère Bryan et Ben Berend. Maxime Laheurte et Antoine Gérard ont remporté les deux courses de rollerski disputées en France.
La compétition rassemble la majorité des meilleurs athlètes mondiaux. Contrairement à l'année passée, l'équipe norvégienne a décidé de participer aux courses du Grand Prix d'été. Treize nations sont engagés et les favoris annoncés sont les Allemands Eric Frenzel, Fabian Riessle et Johannes Rydzek ainsi que les Autrichiens dont Bernhard Gruber. Ilkka Herola, Marjan Jelenko, Miroslav Dvorak, Taylor Fletcher, Tomas Portyk et Bjorn Kircheisen sont considérés comme des outsiders.
Le principal absent Akito Watabe, deuxième du classement général de la coupe du monde, est absent afin de poursuivre sa préparation qui a été perturbée par une blessure à la main. Lukas Greiderer et David Pommer, pour l'équipe d'Autriche, sont également absents en raison de fractures de la clavicule lors de préparation estivale,. Mikko Kokslien, Magnus Krog et Joergen Graabak ont préféré continuer leur préparation estivale dans leur pays. Tim Hug est blessé au genou gauche et est forfait pour la compétition.

### Déroulement de la compétition

#### Oberwiesenthal

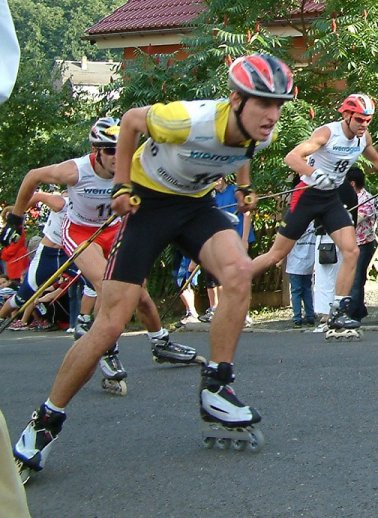
Björn Kircheisen (ici en 2004) a réalisé deux podiums à Oberwiesenthal.

Le 27 août 2016, le Grand Prix d'été débute par un sprint par équipe. La première équipe d'Allemagne, composée de Björn Kircheisen et d'Eric Frenzel, domine le concours de saut avec des sauts à 98 m pour Björn Kircheisen et 106 m, soit le plus long du concours, pour Eric Frenzel. La seconde équipe d'Allemagne composée de Fabian Riessle et de Tobias Simon est à 1 s suivi par la troisième équipe allemande composée de Vinzenz Geiger et de Terence Weber qui est à 5 s. La deuxième équipe d'Autriche est quatrième du concours et avec un retard de 26 s. La course de rollerski voit la victoire de la première équipe d'Allemagne qui a mené de bout en bout. Elle s'impose devant la première équipe de Norvège (Magnus Moan et Jan Schmid), qui avait pris le départ en cinquième position avec un handicap de 30 s. La première équipe d'Autriche (Bernhard Gruber et Philipp Orter) termine troisième juste devant leurs compatriotes Franz-Josef Rehrl et Mario Seidl. La première équipe tchèque (Tomáš Portyk et Miroslav Dvořák) a longtemps bataillé pour figurer sur le podium et termine cinquième.
Le lendemain, le Norvégien Jarl Magnus Riiber a réalisé le plus saut du concours (101 m) alors qu'il a sauté avec moins d'élan que les autres concurrents,. Franz-Josef Rehrl qui a sauté à 100 m est à une minute et 9 secondes. Yoshito Watabe est 3e à une minute et 13 s grâce à un saut 99 m. La course de fond a lieu sous une température de 30°. Jarl Magnus Riiber gère sa course de fond et l'emporte avec 2,8 secondes d'avance sur Mario Seidl. Celui-ci a réglé le sprint du groupe de poursuivants qui était composé de Björn Kircheisen, Bernhard Gruber, Jan Schmid, Francois Braud, Mario Seidl, Franz-Josef Rehl, Tomas Portyk et Eero Hirvonen. Björn Kircheisen prend la troisième place. Taylor Fletcher a pris la septième après être parti en 26e position,. Il s'agit de la première victoire de Jarl Magnus Riiber dans la compétition. Eric Frenzel termine 14e. En raison d'une périostite, il déclare forfait pour le reste de la compétition. Malade, Johannes Rydzek était forfait pour cette course.

#### Villach

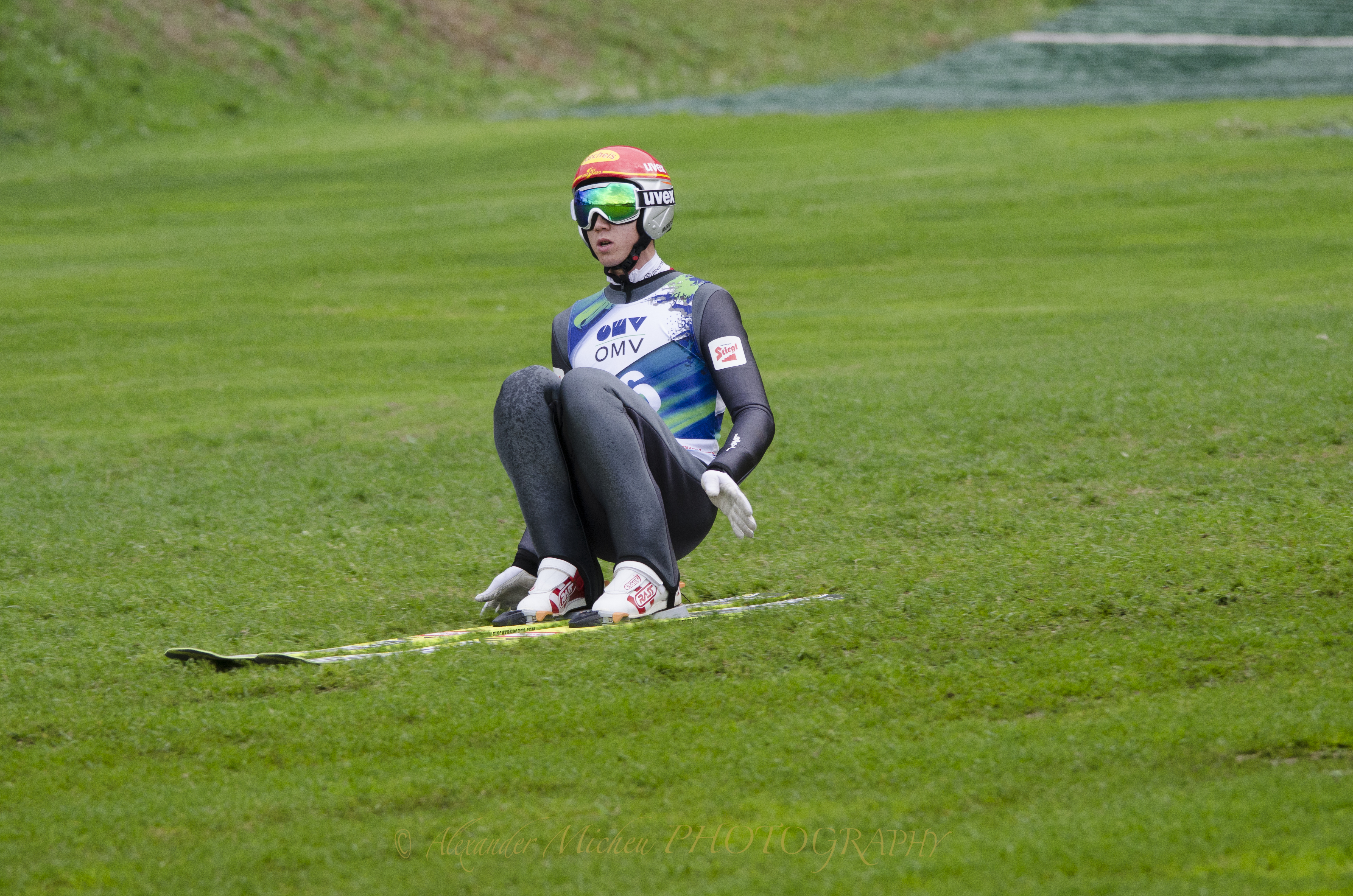
Mario Seidl (ici en 2013) l'emporte à Villach

Comme lors des deux courses d'Oberwiesenthal, Johannes Rydzek est forfait pour cette course,.
Le concours de saut est, à nouveau, dominé par Jarl Magnus Riiber. Il réalise un saut de 91,5 m depuis la porte 8. Il devance Lukas Klapfer qui est à 27 s grâce à un saut de 93,5 m mais dans des conditions de vents différentes. Håvard Klemetsen est troisième à 2 s de l'Autrichien. Juste avant le départ de la course de rollerski, le leader et favori, Jarl Magnus Riiber décide de déclarer forfait, par précaution, en raison de douleurs à une épaule,. Lors de la course de fond, Mario Seidl rejoint rapidement Lukas Klapfer et Håvard Klemetsen. Moins rapide sur les skis, le Norvégien puis Lukas Klapfer sont successivement lâchés. Mario Seidl compte 15 s d'avance à 2,5 km de l'arrivée. Il termine la course seul et l'emporte. Derrière, un groupe composé de Fabian Riessle, de Håvard Klemetsen, de Terence Weber, de Lukas Klapfer, de François Braud et de Yoshito Watabe s'est formé pour la lutte pour la deuxième place. Fabian Riessle, parti avec plus d'une minute de retard sur Lukas Kapfer, remporte le sprint de ce groupe et termine 2e. Håvard Klemetsen termine troisième. Âgé de 37 ans, il s'agit de son premier podium depuis sa victoire à Villach en 2013. Il avait terminé 31e trois jours plus tôt à Oberwiesenthal en raison d'un coup de chaud,.

#### Oberstdorf

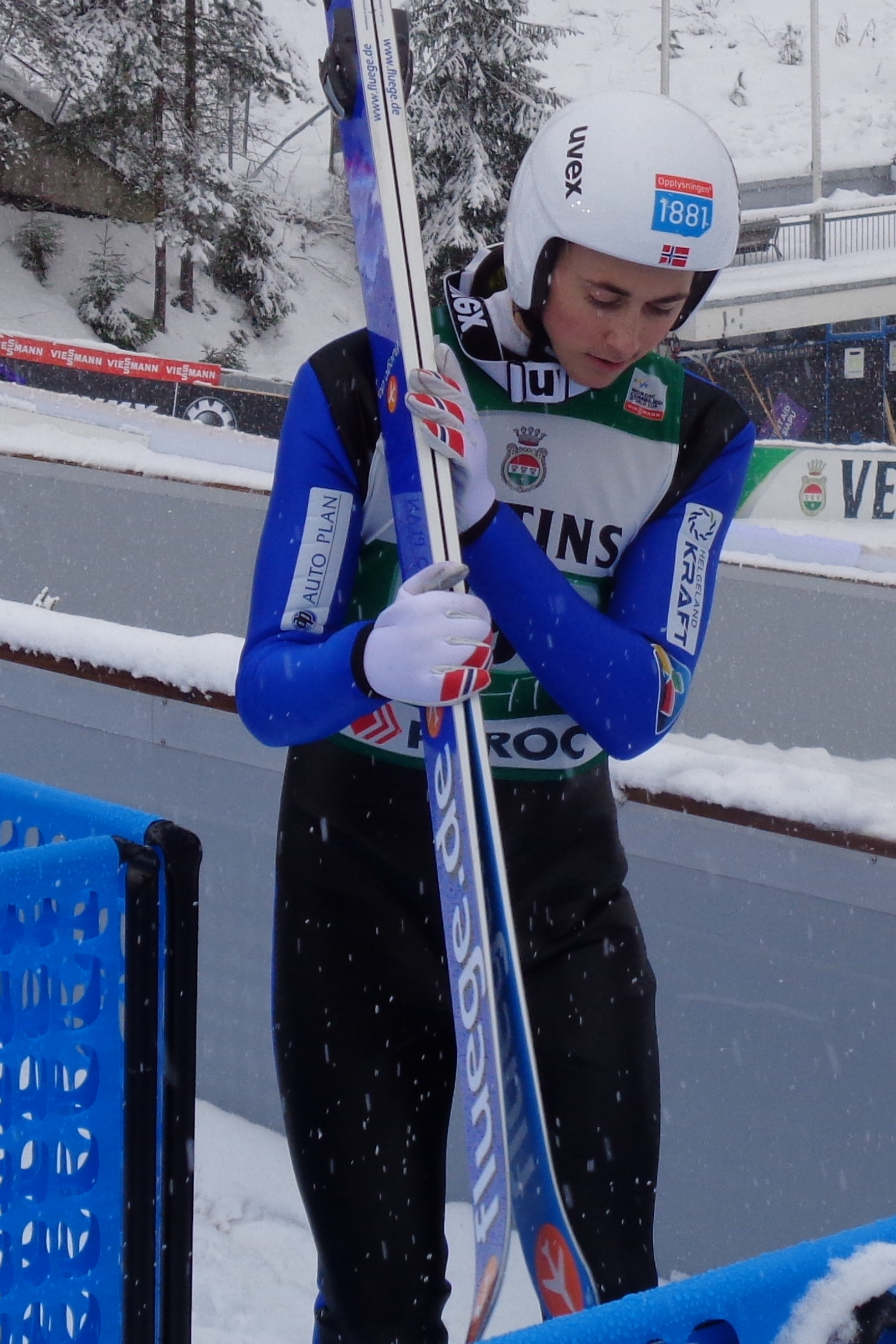
Jarl-Magnus Riiber remporte les deux courses d'Oberstdorf et remporte le classement général

Johannes Rydzek, fait son retour à la compétition, pour les deux courses qui ont lieu dans sa ville (Oberstdorf).
Le 2 septembre 2016, Jarl Magnus Riiber domine le concours de saut. Il a sauté à 122 m depuis la porte 21 (les autres concurrents se sont élancés de la porte 22). Cependant il n'a pas pu bénéficier de points de compensation car il n'y a pas réaliser 95 % de la taille du tremplin 134 m. Malgré tout, il bénéficie de plus d'une minute après l'épreuve de saut,. Tobias Simon est deuxième à 1 min 4 s grâce à un saut de 124 m,. Björn Kircheisen est troisième à 1 min 10 s. Johannes Rydzek, pour son retour à la compétition, est quatrième à 1 min 27 s. Jarl Magnus Riiber a suffisamment d'avance et n'est pas repris lors de la course de rollerski. Johannes Rydzek rattrape puis lâche Björn Kircheisen et les Allemands finissent respectivement 2e et 3e. Un groupe composé des Français François Braud et Maxime Laheurte, des Allemands Manuel Faisst et Fabian Riessle et des Autrichiens Mario Seidl et Bernhard Flaschberger se bat pour la quatrième place. François Braud remporte le sprint de ce groupe et il devance Manuel Faisst. Au classement général, Mario Seidl possède 12 points d'avance sur le Norvégien Jarl Magnus Riiber, vainqueur de cette course.
Le lendemain, lors du saut, le Polonais, Szczepan Kupczak chute à la réception de son saut et se blesse à nouveau à l'épaule. Le concours de saut est une nouvelle fois dominé par Jarl Magnus Riiber. Celui-ci a sauté à 133 m, ce qui lui octroie 59 s d'avance sur un duo composé du français Maxime Laheurte et du Norvégien Håvard Klemetsen. Mario Seidl, le leader du classement de la compétition, est quatrième à 1 min 11 s. Lors de la course de rollerski, Jarl Magnus Riiber n'est pas inquiété et remporte la course. Derrière, un groupe de poursuivants se forme, composé de Johannes Rydzek, de Mario Seidl, de François Braud, de Maxime Laheurte et de Jan Schmid. Johannes Rydez règle le sprint de ce groupe devant Mario Seidl.

### Bilan de la compétition
Jarl Magnus Riiber remporte pour la première fois la compétition. Il devance Mario Seidl et François Braud. Il s'agit de la première victoire norvégienne de la compétition,. Ses objectifs pour l'hiver portent sur les championnats du monde et les championnats du monde junior de ski nordique 2017 où il visera le titre en combiné nordique et en saut à ski.
Mario Seidl est satisfait de cette deuxième place. François Braud est heureux de cette troisième place au classement général, ce qui est une première pour lui. Il estime avoir progressé en saut au cours de l'été, ce qui le rend optimiste pour la saison suivante de la coupe du monde.
Bernhard Gruber se déclare déçu de sa compétition. Ilkka Herola s'est blessé à la main à Oberstdorf et il s'est fait opérer quelques jours plus tard. Le bilan des athlètes polonais est mitigé. Adam Cieslar et Szczepan Kupczak se sont blessés. Pawel Slowiok a, quant à lui, réussi de bonnes performances.

## Classements finaux

### Individuel
| Rang | Nom                | Points |
| ---- | ------------------ | ------ |
| 01.  | Jarl Magnus Riiber | 300    |
| 02.  | Mario Seidl        | 272    |
| 03.  | François Braud     | 185    |
| 04.  | Fabian Riessle     | 176    |
| 05.  | Bjorn Kircheisen   | 161    |
| 06.  | Johannes Rydzek    | 160    |
| 07.  | Maxime Laheurte    | 133    |
| 08.  | Jan Schmid         | 121    |
| 09.  | Terence Weber      | 103    |
| 10.  | Tomáš Portyk       | 096    |
| 11.  | Håvard Klemetsen   | 092    |
| 12.  | Franz-Josef Rehrl  | 087    |
| 13.  | Manuel Faisst      | 085    |
| 14.  | Bernhard Gruber    | 085    |
| 15.  | Taylor Fletcher    | 078    |

| Rang | Nom                   | Points |
| ---- | --------------------- | ------ |
| 16.  | Yoshito Watabe        | 076    |
| 17   | Antoine Gérard        | 062    |
| 18.  | Tino Edelmann         | 060    |
| 19.  | Lukas Klapfer         | 040    |
| 20.  | Kristjan Ilves        | 040    |
| 21.  | Pawel Slowiok         | 039    |
| 22.  | Jakob Lange           | 036    |
| 23.  | Magnus Moan           | 034    |
| 24.  | Bernhard Flaschberger | 033    |
| 25.  | Harald Lemmerer       | 030    |
| 26.  | Eero Hirvonen         | 029    |
| 27.  | Paul Gerstgraser      | 029    |
| 28.  | Tobias Simon          | 027    |
| 29.  | Adam Cieslar          | 022    |
| 30.  | Miroslav Dvořák       | 019    |

| Rang | Nom                 | Points |
| ---- | ------------------- | ------ |
| 31.  | Eric Frenzel        | 018    |
| 32.  | Hideaki Nagai       | 018    |
| 33.  | Aguri Shimizu       | 018    |
| 34.  | Espen Andersen      | 018    |
| 35.  | Philipp Orter       | 018    |
| 36.  | Vinzenz Geiger      | 015    |
| 37.  | Martin Fritz        | 014    |
| 38.  | Ilkka Herola        | 012    |
| 39.  | Marjan Jelenko      | 007    |
| 40.  | Thomas Jöbstl       | 006    |
| 41.  | Laurent Muhlethaler | 005    |
| 42.  | Jan Vytrval         | 005    |
| 43.  | Matti Herola        | 003    |
| 44.  | Ernest Yahin        | 003    |
| 45.  | Tobias Haug         | 002    |

### Coupe des Nations
Le classement de la Coupe des nations est établi à partir d'un calcul qui fait la somme de tous les résultats obtenus par les athlètes d'un pays dans les épreuves individuelles ainsi que les deux meilleurs résultats du sprint par équipes. Une équipe du pays en tête de ce classement s'élancera en dernier lors du saut de l'épreuve par équipes.
| Rang | Nom        | Points |
| ---- | ---------- | ------ |
| 01.  | Allemagne  | 1 043  |
| 02.  | Autriche   | 0764   |
| 03.  | Norvège    | 0740   |
| 04.  | France     | 0385   |
| 05.  | Tchéquie   | 0245   |
| 06.  | Japon      | 0187   |
| 07.  | Finlande   | 0144   |
| 08.  | Pologne    | 0111   |
| 09.  | États-Unis | 0103   |
| 10.  | Estonie    | 0040   |
| 11.  | Slovénie   | 0007   |
| 12.  | Russie     | 0003   |

## Résultats

### Résultats synthétiques
| Date         | Épreuve                                | Vainqueur                                    | Deuxième                            | Troisième                                   | Leader du Grand Prix               |
| ------------ | -------------------------------------- | -------------------------------------------- | ----------------------------------- | ------------------------------------------- | ---------------------------------- |
| 27 août 2016 | Sprint par équipes HS 106 / 2 × 7,5 km | Allemagne I- Björn Kircheisen - Eric Frenzel | Norvège I- Magnus Moan - Jan Schmid | Autriche I- Bernhard Gruber - Philipp Orter | Non attribué : épreuve par équipes |
| 28 août 2016 | Épreuve individuelle HS 106 / 10 km    | Jarl Magnus Riiber                           | Mario Seidl                         | Björn Kircheisen                            | Jarl Magnus Riiber                 |

| Date         | Épreuve                            | Vainqueur   | Deuxième       | Troisième        | Leader du Grand Prix |
| ------------ | ---------------------------------- | ----------- | -------------- | ---------------- | -------------------- |
| 31 août 2016 | Épreuve individuelle HS 98 / 10 km | Mario Seidl | Fabian Riessle | Håvard Klemetsen | Mario Seidl          |

| Date             | Épreuve                             | Vainqueur          | Deuxième        | Troisième        | Leader du Grand Prix |
| ---------------- | ----------------------------------- | ------------------ | --------------- | ---------------- | -------------------- |
| 2 septembre 2016 | Épreuve individuelle HS 137 / 10 km | Jarl Magnus Riiber | Johannes Rydzek | Björn Kircheisen | Mario Seidl          |
| 3 septembre 2016 | Épreuve individuelle HS 137 / 10 km | Jarl Magnus Riiber | Johannes Rydzek | Mario Seidl      | Jarl Magnus Riiber   |

### Résultats détaillés par athlète
Le tableau suivant récapitule les places obtenues par les athlètes engagés dans les quatre épreuves individuelles.

## Grand Prix de la jeunesse

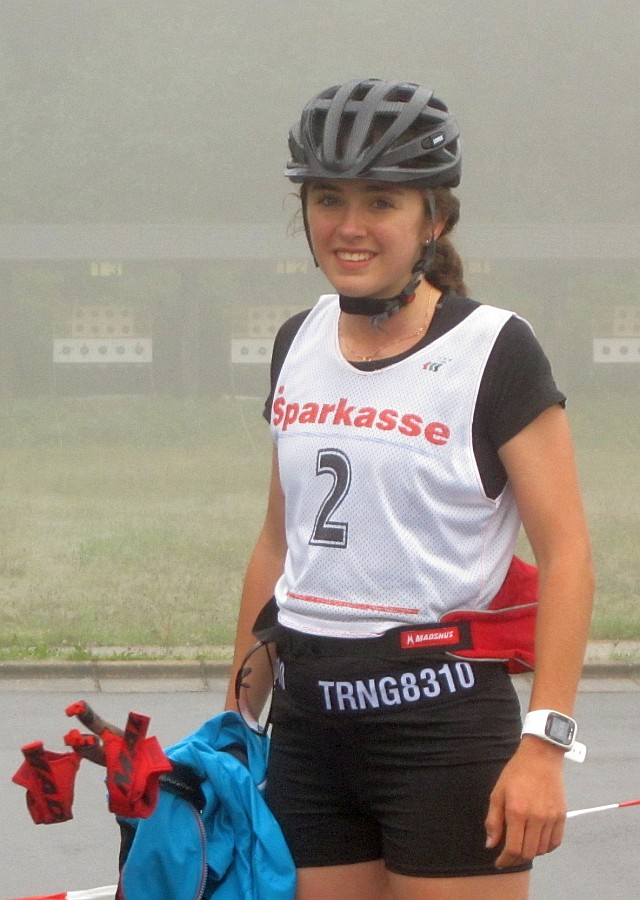
Timna Moser qui signe une victoire et une deuxième place à Oberstdorf.

En marge des épreuves d'Oberstdorf ont lieu pour la troisième année les Grand Prix de la jeunesse, des épreuves destinées aux minimes et juniors masculins comme féminins. Un record d'engagement est enregistré pour cette compétition. En effet, 38 filles et 78 garçons venant de 15 nations sont engagés.
Quatre courses étaient au programme. Ainsi, le 2 septembre, l'épreuve HS 60 / 2,5 km, destinée aux plus jeunes des athlètes féminines (nées entre 2002 et 2004), est remportée par l'Allemande Jenny Nowak comme l'année passée. Elle devance Emily Franke et la Française Joséphine Pagnier, 2e l'année dernière. Chez leurs aînées, nées entre 1999 et 2001, qui concourent dans les mêmes conditions, HS 60 / 2,5 km, l'Autrichienne Timna Moser remporte cette épreuve, comme les deux années précédentes, devant Lisa Eder et la Norvégienne Hanna Midtsundstad. Chez les garçons, lors de l'épreuve HS 60 / 2,5 km destinée aux athlètes nés entre 2002 et 2004, la course est remportée par Jan Andersen devant Waltteri Karhumaa et Stefan Rettenegger. Dans l'épreuve départageant leurs aînés nés entre 1999 et 2001 (HS 60 / 4 km), Atte Kettunen l'emporte devant Andreas Ilves et Otto Niittykoski.
Le lendemain, quatre autres courses sont au programme. Chez les filles, une épreuve HS 60 / 4 km est destinée aux jeunes filles nées entre 2002 et 2004. la course est à nouveau dominée par l'Allemande Jenny Nowak qui s'impose devant la Française Joséphine Pagnier, troisième la veille. Emily Franke, deuxième la veille, complète le podium. Dans l'épreuve HS 60 / 4 km réservée aux athlètes féminines nées avant 2001, l'Autrichienne Lisa Eder s'impose devant Timna Moser et la Norvégienne Hanna Midtsundstad. L'épreuve HS 60 / 4 km départageant les garçons nés entre 2002 et 2004 voit une nouvelle victoire de Jan Andersen devant Waltteri Karhumaa et Daniel Moroder. Enfin, les garçons nés entre 1999 et 2001 participent à une épreuve plus longue (HS 60 / 6 km) ; la course est dominée par l'Ukrainien Dmytro Mazurchuk devant Otto Niittykoski, 3e la veille et Andreas Ilves.